# Iztacalco
Iztacalco är ett av 16 distrikt (delegaciónes) i Mexico City. Distriktet ligger centralt i staden, strax sydväst om Mexico Citys internationella flygplats. Iztacalco hade 384 326 invånare vid folkräkningen 2010.